# Kiełbrak Wielki
Kiełbrak Wielki – jezioro w woj. warmińsko-mazurskim, w pow. szczycieńskim, w gminie Pasym, na Pojezierzu Olsztyńskim.

## Hydronimia
Według urzędowego spisu opracowanego przez Komisję Nazw Miejscowości i Obiektów Fizjograficznych (KNMiOF) nazwa tego jeziora to Kiełbrak Wielki. W różnych publikacjach i na mapach topograficznych jezioro to występuje pod nazwą Wielki Kiełbark lub Kiełbark Duży lub Natać.

## Dane morfometryczne
Powierzchnia zwierciadła wody według różnych źródeł wynosi od 3,0 ha do 6 ha.

## Charakterystyka
- Typ: linowo-szczupakowe
- Jezioro hydrologicznie otwarte poprzez cieki:
  - na południu wypływa ciek do jeziora Sawica
  - na północy wpływa ciek z jeziora Kiełbark Mały

Zbiornik w przybliżeniu okrągły.
Dojazd ze Szczytna drogą krajową nr 53 w stronę Olsztyna, następnie we wsi Grom w lewo drogą utwardzoną, po czym ponownie w lewo utwardzoną.